# Leirvík ÍF
Leirvík ÍF là một câu lạc bộ bóng đá Quần đảo Faroe đến từ Leirvík. Câu lạc bộ được thành lập năm 1928, nhưng 80 năm sau, vào năm 2008, họ hợp nhất với GÍ Gøta để tạo thành Víkingur.
Từ năm 1982 đến năm 1989 và vào năm 1993, câu lạc bộ thi đấu ở giải cao nhất quốc gia. Năm 1986, Leirvík thất bại trong trận Chung kết Cúp bóng đá Quần đảo Faroe.